# Bohrschwämme

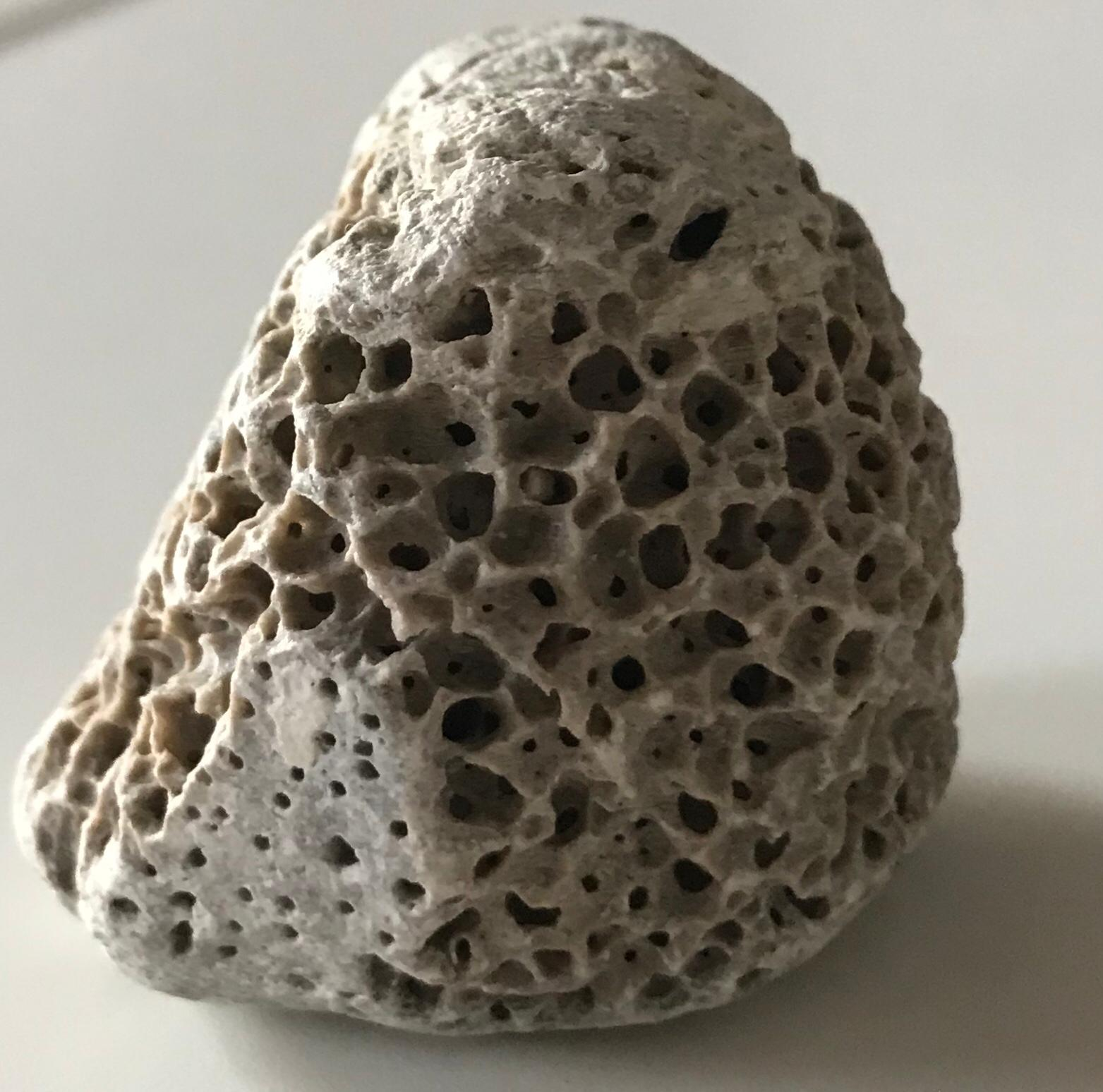
Von einem Bohrschwamm durchlöcherter Stein von der französischen Mittelmeerküste (2019)

Bohrschwämme, Clionaidae, gehören zur Familie der Hadromerida und sind Schwämme, die in Kalksteinen oder anderen Kalkgebilden, wie Schneckenhäusern, Muschelschalen, Korallenstöcken oder Kalkalgen, leben. Bohrschwämme nutzen hierzu spezielle Ätzzellen, um das Gestein sowohl chemisch als auch mechanisch zu zersetzen. Das besetzte Objekt dient dem sicheren Halt des Schwammes. Von Bohrschwämmen verlassene Steine und Muscheln finden sich häufig stark durchlöchert am Strand.
Zu den Bohrschwämme gehören unter anderem erzeugt die Gattungen Cliona, Thoosa, Cliothosa und Alectona.
Die Ätzzellen enthalten ein Sekret und Scheinfüßchen mit denen aus dem Untergrund kleine Partikel gebrochen werden. Enzyme lösen das Conchiolin (Conchin) der dünnen äußeren Schicht, dem Periostrakum von Muschel- und Schneckengehäusen. Bohrschwämme zersetzen Korallenriffe und verursachen einen bedeutenden Bestandteil der anliegenden Sedimente.
Bohrschwämme kommen in den unterschiedlichsten Regionen der Welt von Alaska über das Mittelmeer bis Neuseeland vor. Sie sind teilweise in erheblichem und zunehmendem Maße für die Zersetzung von Korallenriffen verantwortlich.